# Boleslas V de Varsovie
Boleslas V de Varsovie (en polonais : Bolesław V warszawski), né vers 1453 mort le 27 avril 1488, est un prince polonais de la lignée des ducs de Mazovie de la dynastie des Piast. Il est duc de Czersk, Liw, Varsovie, Nur, Łomża, Ciechanów, Różan, Zakroczym et Wyszogród de  1454 à 1471 conjointement avec ses frères et sous la régence de leur mère jusqu'en 1462, il est ensuite duc de Płock, Wizna, Płońsk et Zawkrze de 1462 à 1471, et après la division des domaines paternels en 1471, seul souverain de  Varsovie, Nur et Liw. En 1484 il abdique sa souveraineté sur Błonie, Tarczyn, Kamieniec et Zakroczym.

## Biographie
Boleslas est le 7e fils de Boleslas IV de Varsovie et de son épouse Barbara Olelkówna (pl) La mort prématuré de quatre de ses frères aînés lors d'une épidémie en 1452/1454, le laisse 3e héritier survivant de sa famille.
Après la mort de son père le 10 septembre 1454, Boleslas V et sa fratrie sont placés sous la régence de leur mère Barbara et de Paweł Giżycki (pl), évêque de Płock. La régence se termine en 1462, quand son frère aîné Conrad III atteint sa majorité et devient le tuteur légal de ses frères cadets. Boleslas V et ses frères atteignent leur majorité formelle le 3 avril 1471 et après la division des domaines paternels il reçoit Varsovie, Nur et Liw.
En 1476 Boleslas V avec son frère Janusz II proteste contre l'incorporation de Sochaczew qui était détenu par Anne d'Oleśnica, veuve de Ladislas Ier de Płock (Władysław I (en)), comme douaire ou Qprawa wdowia dans le domaine royal polonais en envoyant des troupes  disputer la cité. Le roi de Pologne reste sur sa position et finalement les Piast de Mazovie doivent abandonner leur plan ambitieux. Le conflit pour Sochaczew est à l'origine d'un refroidissement temporaire  de relations entre Boleslas V et le royaume de Pologne qui s'exprime par sa neutralité lors du conflit entre Nicolaus von Tüngen (en) et le roi Casimir IV relatif à l'évêché de Warmie.
Le 20 juillet 1477 Boleslas V épouse Anna Radzanowska, une fille de Zygmunt de Radzanów, chorąży de Płock et voïvode de Belz,. Leur union du fait des origines de l'épouse est considérée comme un mariage morganatique ce qui implique que leurs enfants potentiels soient privés de leurs droits sur son  héritage. Vers 1480, Boleslas V, sous la pression de ses frères, divorce d'avec son épouse. Ils n'ont eu aucun enfant.
Pour une raison inconnue, Boleslas V abandonne en 1484 à ses frères une partie de ses domaines : Conrad III reçoit Zakroczym et Janusz II obtient Kamieniec, Błonie et Tarczyn. Boleslas V meurt le 27 avril 1488 et il est inhumé à Varsovie.